# 浦项钢铁
浦项钢铁（韓語：포스코；旧英文名：Pohang Iron and Steel Company；又译浦项製铁；韩交所：005490；：PKX；東證除牌前5412；LSE：PIDD），是世界上最大的钢铁制造商之一，财富世界500强企业，总部设于韩国慶尚北道浦項市南区。自2010年以来，浦项钢铁已经连续5年7次被评为全球最具竞争力的钢铁制造商。在2015年瑞士达沃斯论坛上浦项钢铁入选全球可持续发展100强企业，名列第36位。
目前浦项钢铁在韩国设有两间炼钢厂，分别在浦項市和光陽市。此外，它也和美国钢铁公司经营着一所合资公司USS-POSCO，总部位于匹兹堡。它拥有K联赛的球队浦项制铁，属于韩国大财阀之一。

## 历史

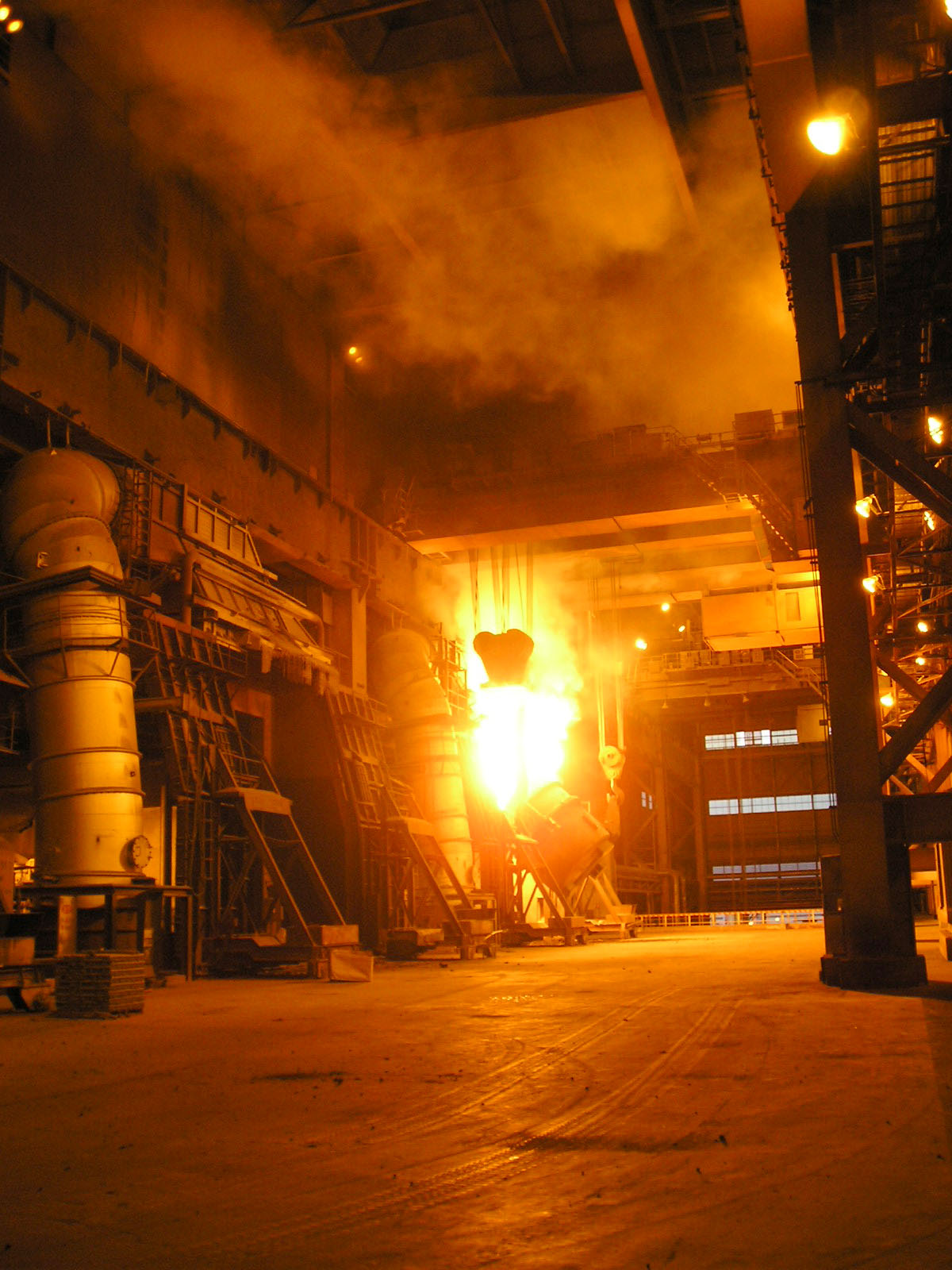
浦项钢铁在光阳市的炼钢炉

浦项钢铁的发展历史是韩国钢铁工业发展的缩影。为发展韩国钢铁业，1965年5月时任韩国总统朴正熙访美期间就与美国考伯斯公司（Koppers）探讨建设综合制铁的事项。1967年7月，综合制铁所选址确定为浦项市。在不到一年之后的1968年4月1日，浦项综合制铁株式会社正式成立。不过由于与美国融资建厂的谈判结果并不如人意，1969年12月韩国开始转为从日本引进急需的资金技术。
1970年至1980年代初是浦项制铁早期建设时期。1970年4月1日，浦项制铁1期项目开工。经过三年建设，年产103万吨粗钢的1期项目于1973年7月3日竣工。1976年5月31日和1978年12月8日年产260万吨粗钢的浦项制铁2期项目和年产550万吨粗钢的浦项制铁3期项目竣工。1981年2月8日和 1983年5月25日，年产850万吨粗钢浦项制铁4期综合项目和年产910万吨粗钢的4期2次综合项目竣工。
1985年3月5日，浦项制铁开始在光阳市建设光阳制铁所1期项目。该工程于1987年5月7日竣工，粗钢年产量1180万吨。1988年7月12日和1990年12月4日浦项钢铁先后在光阳市建成年产1450万吨粗钢的光阳制铁所2期项目和年产1750万吨粗钢的光阳制铁所3期项目。1992年10月2日，浦项钢铁建成年产2080万吨粗钢的四分之一世纪大历史综合项目。1986年12月3日，浦项钢铁出资创建了浦项工科大学，1987年3月3日，又创立了浦项产业科学研究院。
1990年代中期开始，浦项钢铁开始不断提高产品技术含量，先后建设生产高端产品的设备。1994年10月14日和1995年10月27日，浦项钢铁先后在纽约证券市场和伦敦证券市场上市融资。1998年，韩国政府启动了浦项私有化进程并于2000年10月4日实现民营。
2004年，浦项钢铁研发出革命性的FINEX技術。该技術不仅将钢铁制造成本降低到高炉的83%，还极大减少废物的排出，其中SOx排放量仅为传统高炉的8%，NOx仅为4%，被认为将替换世界钢铁工业近100年的高炉技術，改写世界钢铁制造历史。2007年5月30日，浦项首座FINEX商用化设备竣工。目前浦项钢铁已经有3个Finex炼铁炉运转。
2022年3月，浦項鋼鐵集團完成控股公司轉型，在日益複雜的商業環境持續維持競爭力，進一步成為未來材料代表企業建立起重要的基礎。
2022年5月，浦項制鐵控股與輝能科技簽定合作合約開發電池材料，以支持次世代固態電池量產目標。

## 图片

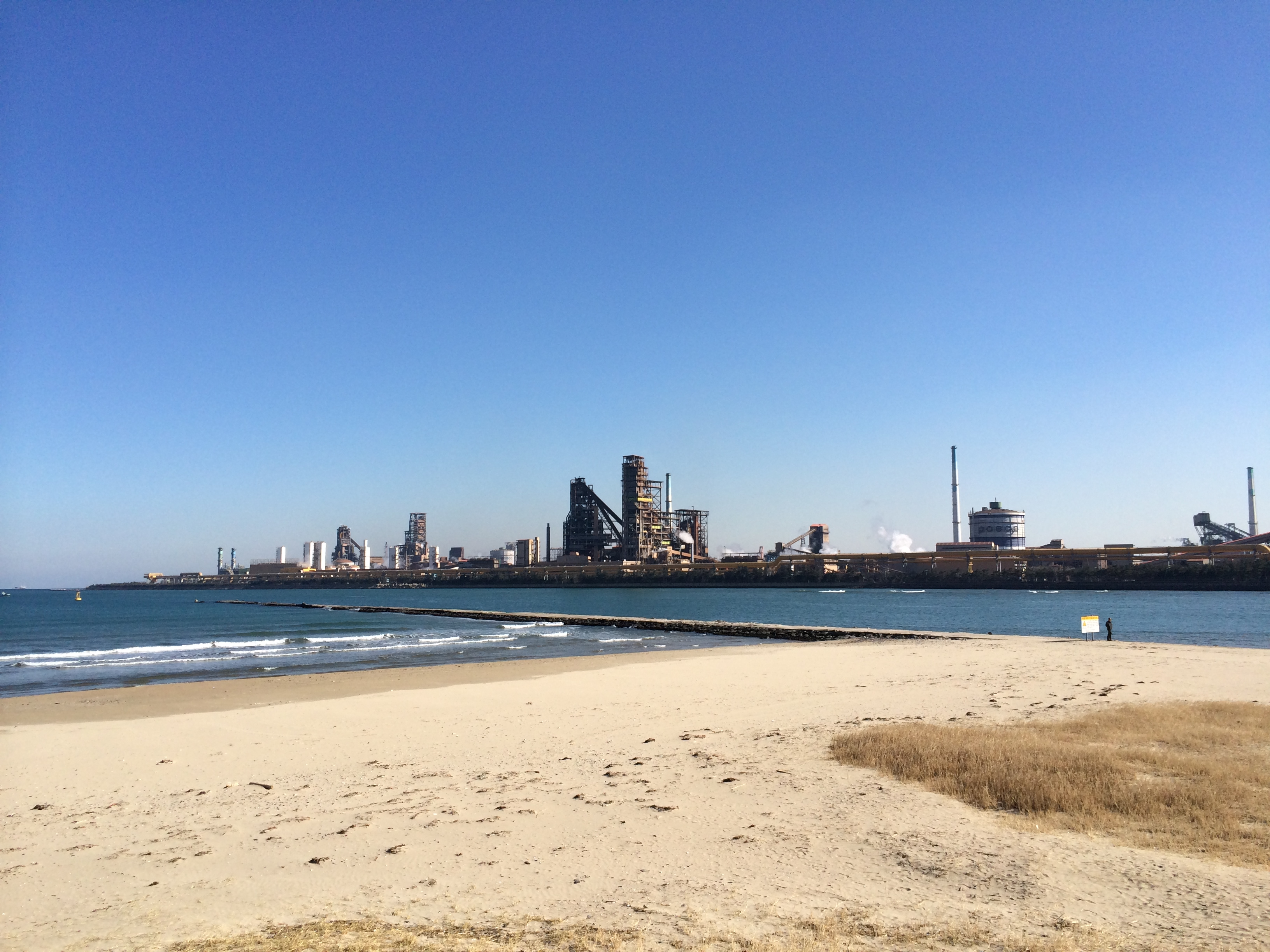
浦项市的制铁厂
位于首尔德黑兰路的浦项钢铁中心大厦
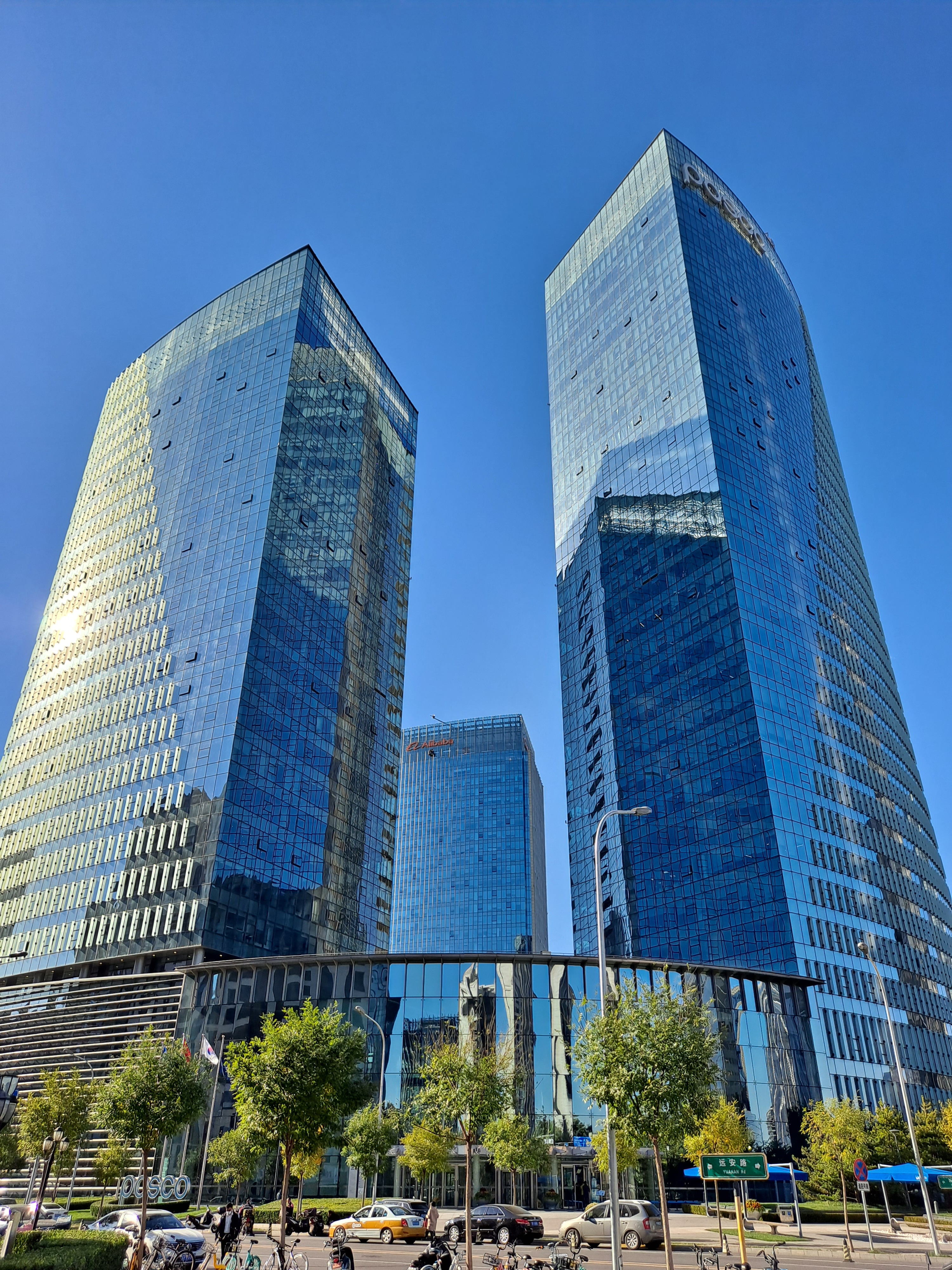
位于北京望京的浦项中心
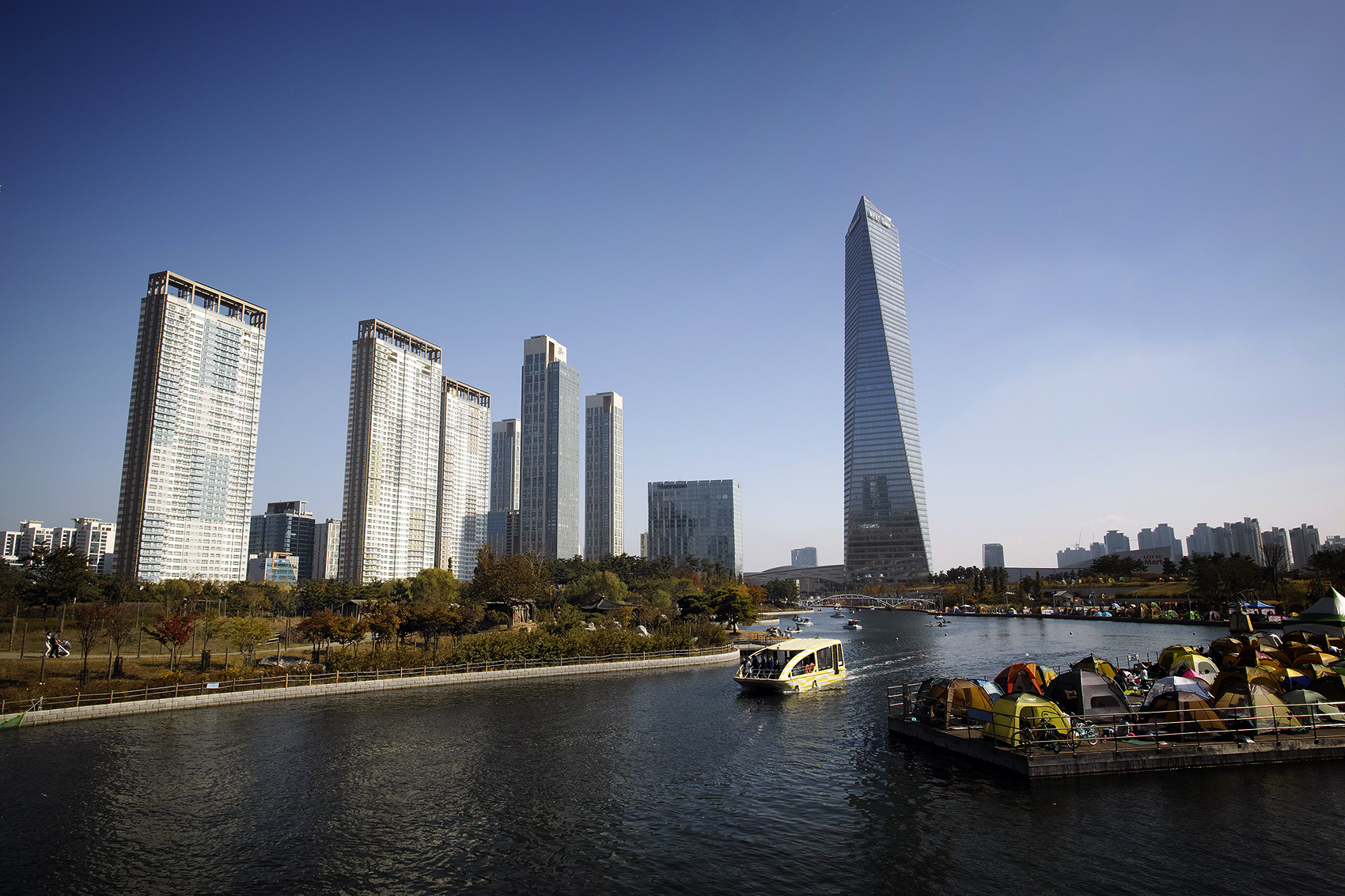
位于仁川松島國際都市的浦项大厦（东北亚贸易大厦）

## 子公司
- 大宇国际（贸易）
- 浦项工程建设
- 浦项信息通信技术
- 浦项能源（韩国最大的私营能源公司）
- 浦项化学科技